# Митинка (Московская область)
Митинка — деревня в Рузском районе Московской области России, входит в состав сельского поселения Дороховское. Население 31 человек на 2006 год. До 2006 года Митинка входила в состав Космодемьянского сельского округа.
Деревня расположена на юге района, примерно в 26 километрах к югу от Рузы, на берегу безымянного ручья, высота центра над уровнем моря 192 м. Ближайший населённый пункт — деревня Лунинка — в 1,5 километрах южнее.